# Patricia Fournier
Patricia Fournier es una arqueóloga, investigadora y profesora mexicana. Sus líneas de estudio son la antropología, la arqueología mesoamericana, en mayor medida de la región de Tula en la época mesoamericana y el Camino Real de Tierra Adentro.

## Biografía
Estudió la licenciatura en arqueología en la Escuela Nacional de Antropología e Historia (ENAH), de 1976 a 1980. Obtuvo su título en marzo de 1985. De 1987 a 1989 cursó la Maestría en Artes con especialidad en Antropología en la University of Arizona, y obtuvo el doctorado en Antropología en 1995 en la Facultad de Filosofía y Letras de la Universidad Nacional Autónoma de México con una tesis que dirigió Yoko Sugiura. Obtuvo otro doctorado en historia y etnohistoria en la ENAH así como un posdoctorado en el Smithsonian Center for Materials Research and Education del Smithsonian Institution en Washington, en 2003.
Desde 2021 y 2022, enfrenta procedimientos administrativos y judiciales en su contra por, falta de respeto, filtración de datos personales, daño moral, entre otros, ante el Órgano Interno de Control en el Instituto Nacional de Antropología e Historia, Instituto Nacional de Transparencia, Acceso a la Información y Protección de Datos Personales, y ante Juzgados Civiles de la Ciudad de México.

## Obra

### Libros
- 1990 - Evidencias Arqueológicas de la Importación de Cerámica en México, con base en los Materiales del exconvento de San Jerónimo. Colección Científica 213, Instituto Nacional de Antropología e Historia, México.
- 1996 - La alfarería tradicional. Resistencia a la ruptura en cuerpos cerámicos. Colección Científica 332, Instituto Nacional de Antropología e Historia, México.
- 2007 - Los hñähñü del Valle del Mezquital: Maguey, pulque y alfarería. CONACULTA-INAH-ENAH, México. ISBN 978-968-03- 0254-3
- 1989 - FOURNIER, P., M.L. Fournier y E. Silva. Tres estudios sobre cerámica histórica. Cuaderno de Trabajo 7. Dirección de Arqueología. Instituto Nacional de Antropología e Historia, México.
- 1987 - FOURNIER, P., A. Pastrana, M. Pérez y J. Quiroz. Bonampak. Aproximación al sitio a través de los materiales cerámicos y líticos. Cuaderno de Trabajo 4. Dirección de Monumentos Prehispánicos del Instituto Nacional de Antropología e Historia.
- 1997 - GASCO, J., G.C. Smith y P. Fournier (eds.). Approaches to the Historical Archaeology of Middle and South America. Monograph 38. The Institute of Archaeology. University of California, Los Ángeles, USA
- 2005 - FOURNIER, P. y W. Wiesheu (eds.). Arqueología y Antropología de las Religiones. ENAH-INAH-CONACULTA, México. ISBN 968-03-0118-4
- 2008 - Festines y ritualidades. CONACULTA-INAH-ENAH, PROMEP, México. ISBN 978-968-03-0304-5
- 2011 - Perspectivas de la investigación arqueológica. vol. 5. Escuela Nacional de Antropología e Historia, INAH, México. ISBN 978-607-484-183-
- 2005 - WIESHEU, Walburga y Patricia Fournier (coordinadoras). Perspectivas de la investigación arqueológica. Escuela Nacional de Antropología e Historia, INAH, México. ISBN 968-03-0119-2
- 2011 - Perspectivas de la investigación arqueológica. vol. 4. Escuela Nacional de Antropología e Historia, INAH, México. ISBN 978-607-484-182-4
- 2006 - CORONA, Cristina, Patricia Fournier y Alejandro Villalobos (coordinadores) Perspectivas de la investigación arqueológica, volumen II, Homenaje a Gustavo Vargas Martínez. CONACULTA-INAH-ENAH, PROMEP, México. ISBN 968-03-0221-0
- 2007 - Fournier, Patricia, Walburga Wiesheu y Thomas H. Charlton (coordinadores). Arqueología y complejidad social. CONACULTA-INAH-ENAH, PROMEP, México. 308 p. ISBN 978-968-03-0284-0
- Fournier, Patricia, Saúl Millán y María Eugenia Olavarría (coordinadores). Antropología y simbolismo. CONACULTA-INAH-ENAH, PROMEP, México. ISBN 978-968-03-0285-7
- 2008 - López Aguilar, Fernando, Walburga Wiesheu y Patricia Fournier (coordinadores). Perspectivas de la investigación arqueológica, volumen III. CONACULTA-INAH-ENAH, PROMEP, México. ISBN 978-968- 03-0303-8
- 2010 - Fournier, Patricia y Fernando López Aguilar (coordinadores). Patrimonio, identidad y complejidad social. CONACULTA-INAH-ENAH, PROMEP, México. ISBN 978-607-484-070-4
- 2009 - Fournier, Patricia, Carlos Mondragón y Walburga Wiesheu (coordinadores). Ritos de paso. Arqueología y antropología de las religiones, vol. 3. CONACULTA-INAH-ENAH, PROMEP, México. ISBN 978-607-484-004-9
- 2009 - García Targa, Juan y Patricia Fournier (coordinadores). Arqueología Colonial Latinoamericana. Modelos de estudio. BAR International Series 1988, Archaeopress, Oxford, Inglaterra. ISBN 978 1 4073 0522 6